# Ruda (dopływ prawy Brdy)
Ruda (Stążka) (niem. Hammerfliess) – rzeka w południowo-zachodniej części województwa pomorskiego o długości 20,12 km, przepływająca przez Równinę Charzykowską, będąca prawym dopływem Brdy.

## Źródło
Rzeka Ruda (w górnym biegu nazywana Stążką) wypływa z zarastającego jeziora źródliskowego (53°54′40″N 17°03′51″E/53,911111 17,064167) na wysokości 153 m n.p.m. w okolicy jeziora Dymno, na północnym skraju miejscowości Koczała. Obszar źródliskowy obejmuje teren w obniżeniu doliny rynnowej o powierzchni 2,82 ha. Źródlisko rzeki oddzielone jest progiem terenowym o wysokości względnej 5 m od rynny polodowcowej, w której leży bezodpływowe jezioro Dymno.

## Przebieg
Przez Koczałę na dwóch odcinkach rzeka płynie betonowym rurociągiem o średnicy 60 cm, o łącznej długości 184 m. W odległości 5,4 km od źródła zasilana jest prawobrzeżnie przez Kanał Łękiński. W środkowym biegu rzeka silnie zarasta, podtapiając użytki zielone. W dolnym odcinku przepływa przez tereny leśne, gdzie w wyniku przewrócenia się drzew powstało wiele zatorów. Obszar ten charakteryzuje się występowaniem namulisk i podmytych skarp. Rzeka przepływa przez prywatne użytki rolne, tereny Agencji Władności Rolnej Skarbu Państwa oraz Lasów Państwowych.
Uchodzi do Brdy 4 km na północny zachód od Przechlewa (53°49′28″N 17°12′11″E/53,824444 17,203056). Stanowi szlak kajakowy.
Miejscowości położone nad Rudą:
- Koczała
- Płocicz
- Suszka
- Rudniki

## Dopływy
- Żytnica